# Paul Laurent

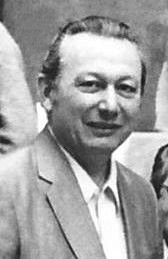
Paul Laurent (1981)

Paul Laurent (* 1. Mai 1925 in Génelard, Département Saône-et-Loire; † 8. Juli 1990 in Saint-Cloud) war ein französischer Politiker der Kommunistischen Partei Frankreichs (PCF).

## Leben
1945 wurde Laurent Mitglied der PCF in Paris. 1954 wurde er zum Generalsekretär der Kommunistischen Jugend Frankreichs gewählt. Von 1956 bis 1990 war er Mitglied des Zentralkomitees der PCF, ab 1964 auch des Politbüros und ab 1973 zusätzlich auch des Sekretariats der PCF.
Abgeordneter der französischen Nationalversammlung war er 1967/1968 und von 1973 bis 1981.
Eine Straße im 19. Pariser Bezirk wurde nach ihm benannt.
2010 wurde sein Sohn Pierre Laurent zum nationalen Sekretär der PCF gewählt.